# Live in Sydney
A Live in Sydney az ausztrál énekesnő Kylie Minogue koncert DVD-je, amit 2001. május 11-én Sydneyben rögzítettek az On a Night Like This Tour alatt. A DVD-t 2001. október 1-én adták ki és egy teljes két órás koncertet, valamint exkluzív kulisszák mögötti felvételeket tartalmaz, mint például egy betekintést a táncosok öltözőibe. A DVD háromszoros platinalemez lett Ausztráliában.

## Számlista
1. „Loveboat”
2. „Koocachoo”
3. „Hand on Your Heart”
4. „Put Yourself in My Place”
5. „On a Night Like This”
6. „Step Back in Time”/„Never Too Late”/„Wouldn’t Change a Thing”/„Turn It into Love”/„Celebration”
7. „Can’t Get You Out of My Head”
8. „Your Disco Needs You”
9. „I Should Be So Lucky”
10. „Better the Devil You Know”
11. „So Now Goodbye”
12. „Physical”
13. „Butterfly”
14. „Confide in Me”
15. „Kids”
16. „Shocked”
17. „Light Years”
18. „What Do I Have to Do”
19. „Spinning Around”

## Külső hivatkozások
- Kylie Minogue hivatalos honlapja (angolul)